# The Patent Leather Kid
The Patent Leather Kid este un film mut american din 1928 creat în genul dramă, care spune povestea unui boxer care este zeflemitor în luptele din afara ringului ... în special pentru Statele Unite odată ce intră în primul război mondial. În cele din urmă, este recrutat, trimis în Europa, și îndeplinește un act eroic, care are ca rezultat rănirea lui gravă. În rolurile principale sunt Richard Barthelmess, Molly O'Day, Lawford Davidson, Matthew Betz și Arthur Stone.
Filmul a fost adaptat de Gerald C. Duffy, Winifred Dunn, Casey Robinson și Adela Rogers St. Johns după povestea lui Rupert Hughes. A fost regizat de Alfred Santell.
Richard Barthelmess a fost nominalizat la premiul Oscar pentru cel mai bun actor.

## Distribuție
- Richard Barthelmess în rolul The Patent Leather Kid
- Molly O'Day în rolul Curley Boyle
- Lawford Davidson în rolul Lt. Hugo Breen
- Matthew Betz în rolul Jake Stuke
- Arthur Stone în rolul Jimmy Kinch
- Ray Turner în rolul Mabile Molasses
- Hank Mann în rolul sergentului
- Walter James în rolul ofițerului Riley
- Lucien Prival în rolul ofițerului german
- Nigel De Brulier în rolul doctorului francez
- Fred O'Beck parte a echipajului din tanc
- Clifford Salam parte a echipajului din tanc
- Henry Murdock parte a echipajului din tanc
- Charles Sullivan parte a echipajului din tanc
- John Kolb parte a echipajului din tanc
- Al Alleborn parte a echipajului din tanc
- Billy Bletcher în rolul susținătorului luptător
- Charles Darvas
- Fred Kelsey în rolul susținătorului luptător
- Harold Lockwood, Jr.
- Lafe McKee în rolul susținătorului luptător